# A Manchester City FC 2009–2010-es szezonja
A Manchester City a 2009–2010-es szezonban az angol elsőosztályú bajnokságban az 5. helyen végzett. Az FA-kupában a Stoke City ellen estek ki az ötödik fordulóban, újrajátszott mérkőzésen. A ligakupában az elődöntőig meneteltek, ahol a Manchester United csapatát otthon 2–1-re verték, de idegenben 3–1-re kikaptak, így a rivális jutott a döntőbe, amit később meg is nyert. Érdekesség, hogy a szezon folyamán a City négy alkalommal mérkőzött meg a Uniteddal, ebből három mérkőzésen is a hosszabbítás perceiben kaptak gólt, ami vagy a vereséget vagy a kupából való kiesést jelentette.

## Mezek
| Hazai | Hazai 2. | Vendég | Vendég 2. | Harmadik | Kapus | Kapus |

## Játékosok
A szezon közben tétmérkőzésen pályára léptek
| #  |               | Poszt | Név                   |
| -- | ------------- | ----- | --------------------- |
| 1  | Írország      | K     | Shay Given            |
| 2  | Anglia        | V     | Micah Richards        |
| 3  | Anglia        | V     | Wayne Bridge          |
| 4  | Anglia        | V     | Nedum Onuoha          |
| 5  | Argentína     | V     | Pablo Zabaleta        |
| 6  | Anglia        | KP    | Michael Johnson       |
| 7  | Írország      | KP    | Stephen Ireland       |
| 8  | Anglia        | KP    | Shaun Wright-Phillips |
| 10 | Brazília      | CS    | Robinho               |
| 11 | Anglia        | KP    | Adam Johnson          |
| 12 | Anglia        | K     | Stuart Taylor         |
| 14 | Paraguay      | CS    | Roque Santa Cruz      |
| 15 | Spanyolország | V     | Javier Garrido        |
| 16 | Brazília      | V     | Sylvinho              |
| 17 | Bulgária      | KP    | Martin Petrov         |
| 18 | Anglia        | KP    | Gareth Barry          |
| 19 | Anglia        | V     | Joleon Lescott        |

| #  |                  | Poszt | Név                   |
| -- | ---------------- | ----- | --------------------- |
| 22 | Írország         | V     | Richard Dunne         |
| 24 | Franciaország    | KP    | Patrick Vieira        |
| 25 | Togo             | CS    | Emmanuel Adebayor     |
| 27 | Zimbabwe         | CS    | Benjani Mwaruwari     |
| 28 | Elefántcsontpart | V     | Kolo Touré            |
| 32 | Argentína        | CS    | Carlos Tévez          |
| 33 | Belgium          | V     | Vincent Kompany       |
| 34 | Hollandia        | KP    | Nigel de Jong         |
| 37 | Feröer           | K     | Gunnar Nielsen        |
| 38 | Magyarország     | K     | Fülöp Márton          |
| 39 | Wales            | CS    | Craig Bellamy         |
| 40 | Szlovákia        | KP    | Vladimir Weiss        |
| 44 | Belgium          | V     | Dedryck Boyata        |
| 45 | Írország         | V     | Greg Cunningham       |
| 48 | Norvégia         | KP    | Abdisalam Ibrahim     |
| 52 | Anglia           | CS    | Alex Tchuimeni-Nimely |

### Érkezők
| Dátum       | Játékos           | Nemzetiség        | Poszt       | Honnan           | Átigazolási összeg |
| ----------- | ----------------- | ----------------- | ----------- | ---------------- | ------------------ |
| 2009.07.01. | Gareth Barry      | angol             | középpályás | Aston Villa      | £ 12 000 000       |
| 2009.07.01. | Roque Santa Cruz  | paraguayi         | csatár      | Blackburn Rovers | £ 18 000 000       |
| 2009.07.01. | Stuart Taylor     | angol             | kapus       | Aston Villa      | ingyen             |
| 2009.07.13. | Carlos Tévez      | argentin          | csatár      | MSI              | £ 25 500 000       |
| 2009.07.18. | Emmanuel Adebayor | togói             | csatár      | Arsenal          | £ 25 000 000       |
| 2009.07.29. | Kolo Touré        | elefántcsontparti | hátvéd      | Arsenal          | £ 16 000 000       |
| 2009.08.24. | Sylvinho          | brazil            | hátvéd      | Barcelona        | ingyen             |
| 2009.08.25. | Joleon Lescott    | angol             | hátvéd      | Everton          | £ 22 000 000       |
| 2010.01.08. | Patrick Vieira    | francia           | középpályás | Internazionale   | ingyen             |
| 2010.02.01. | Adam Johnson      | angol             | középpályás | Middlesbrough    | nem közölt         |

### Távozók
| Dátum       | Játékos           | Nemzetiség | Poszt       | Hova             | Átigazolási összeg              |
| ----------- | ----------------- | ---------- | ----------- | ---------------- | ------------------------------- |
| 2009.07.01. | Danny Mills       | angol      | hátvéd      | visszavonult     | visszavonult                    |
| 2009.07.01. | Daniel Sturridge  | angol      | csatár      | Chelsea          | szerződésajánlatot elutasította |
| 2009.07.01. | Darius Vassell    | angol      | csatár      | Ankaragücü       | szerződés lejárt                |
| 2009.07.01. | Dietmar Hamann    | német      | középpályás | MK Dons          | szerződés lejárt                |
| 2009.07.01. | Michael Ball      | angol      | hátvéd      | szerződés lejárt | szerződés lejárt                |
| 2009.07.01. | Gláuber           | brazil     | hátvéd      | São Caetano      | szerződés lejárt                |
| 2009.07.10. | Gelson Fernandes  | svájci     | középpályás | Saint-Étienne    | nem közölt                      |
| 2009.07.24. | Ched Evans        | walesi     | csatár      | Sheffield United | £ 3 000 000                     |
| 2009.07.30. | Elano             | brazil     | középpályás | Galatasaray      | £ 8 000 000                     |
| 2009.08.14. | Kasper Schmeichel | dán        | kapus       | Notts County     | nem közölt                      |
| 2009.09.01. | Tal Ben-Háim      | izraeli    | hátvéd      | Portsmouth       | ingyen                          |
| 2009.09.02. | Richard Dunne     | ír         | hátvéd      | Aston Villa      | £ 6 000 000                     |

### Kölcsönbe adott játékosok
| No. |     | Poszt | Játékos                                                             |
| --- | --- | ----- | ------------------------------------------------------------------- |
|     | ENG | K     | Joe Hart (Birmingham City, 2009. július 1.–2010. május 31.)         |
|     | BRA | CS    | Jô (Everton, 2009. július 7.–2010. január 21.)                      |
|     | ECU | CS    | Felipe Caicedo (Sporting CP, 2009. július 23.–2010. január 1.)      |
|     | ENG | V     | Shaleum Logan (Tranmere Rovers, 2009. július 24.–2010. május 31.)   |
|     | BUL | CS    | Valeri Bozsinov (Parma, 2009. július 30.–2010. május 31.)           |
|     | NGA | KP    | Kelvin Etuhu (Cardiff City, 2009. augusztus 22.–2010. május 31.)    |
|     | ECU | CS    | Felipe Caicedo (Málaga, 2010. január 10.–2010. január 1.)           |
|     | BRA | CS    | Jô (Galatasaray, 2010. január 21.–2010. június 30.)                 |
|     | SVK | KP    | Vladimír Weiss (Bolton Wanderers, 2010. január 25.–2010. május 31.) |
|     | BRA | CS    | Robinho (Santos, 2010. január 28.–2010. augusztus 4.)               |
|     | ZIM | CS    | Benjani Mwaruwari (Sunderland, 2010. február 1.–2010. május 15.)    |

#### Kölcsönbe vett játékosok
| No. |     | Poszt | Játékos                                                     |
| --- | --- | ----- | ----------------------------------------------------------- |
|     | HUN | K     | Fülöp Márton (Sunderland, 2010. április 27.–2010. május 9.) |

## Felkészülési mérkőzések
| Dátum               | Ellenfél                | O / I / S | Eredmény LG – KG | Gólszerzők      |
| ------------------- | ----------------------- | --------- | ---------------- | --------------- |
| 2009. július 11.    | 1860 München            | S         | 1 – 1            | Bozsinov        |
| 2009. július 18.    | Orlando Pirates         | I         | 0 – 2            |                 |
| 2009. július 21.    | Kaizer Chiefs           | I         | 1 – 0            | Ireland         |
| 2009. július 25.    | Kaizer Chiefs           | I         | 0 – 1            |                 |
| 2009. augusztus 1.  | Barnsley                | I         | 1 – 1            | Petrov          |
| 2009. augusztus 5.  | Rangers                 | I         | 2 – 3            | Ireland, Petrov |
| 2009. augusztus 8.  | Celtic                  | O         | 2 – 1            | Barry, Bellamy  |
| 2009. augusztus 19. | Barcelona               | I         | 1 – 0            | Petrov          |
| 2009. november 12.  | Egyesült Arab Emírségek | I         | 0 – 1            |                 |

## Premier League
| 2009. augusztus 15. |

| Blackburn Rovers | 0 – 2               | Manchester City           |
| ---------------- | ------------------- | ------------------------- |
|                  | (0 – 1) Jegyzőkönyv | 3' Adebayor 90+1' Ireland |

| Ewood Park, Blackburn Nézőszám: 29 584 Játékvezető: Mike Dean |

| 2009. augusztus 22. |

| Manchester City | 1 – 0               | Wolverhampton Wanderers |
| --------------- | ------------------- | ----------------------- |
| Adebayor 17'    | (1 – 0) Jegyzőkönyv |                         |

| City of Manchester Stadium, Manchester Nézőszám: 47 287 Játékvezető: Lee Mason |

| 2009. augusztus 30. |

| Portsmouth | 0 – 1               | Manchester City |
| ---------- | ------------------- | --------------- |
|            | (0 – 1) Jegyzőkönyv | 30' Adebayor    |

| Fratton Park, Portsmouth Nézőszám: 17 826 Játékvezető: Howard Webb |

| 2009. szeptember 12. |

| Manchester City                                           | 4 – 2               | Arsenal                    |
| --------------------------------------------------------- | ------------------- | -------------------------- |
| Richards 19' Bellamy 73' Adebayor 79' Wright-Phillips 84' | (1 – 0) Jegyzőkönyv | 62' van Persie 87' Rosický |

| City of Manchester Stadium, Manchester Nézőszám: 47 339 Játékvezető: Mark Clattenburg |

| 2009. szeptember 20. |

| Manchester United                     | 4 – 3               | Manchester City           |
| ------------------------------------- | ------------------- | ------------------------- |
| Rooney 2' Fletcher 49' 80' Owen 90+6' | (1 – 1) Jegyzőkönyv | 16' Barry 52' 90' Bellamy |

| Old Trafford, Manchester Nézőszám: 75 066 Játékvezető: Martin Atkinson |

| 2009. szeptember 28. |

| Manchester City         | 3 – 1               | West Ham United |
| ----------------------- | ------------------- | --------------- |
| Tévez 5' 61' Petrov 31' | (2 – 1) Jegyzőkönyv | 24' Cole        |

| City of Manchester Stadium, Manchester Nézőszám: 42 745 Játékvezető: Chris Foy |

| 2009. október 5. |

| Aston Villa | 1 – 1               | Manchester City |
| ----------- | ------------------- | --------------- |
| Dunne 15'   | (1 – 0) Jegyzőkönyv | 67' Bellamy     |

| Villa Park, Birmingham Nézőszám: 37 924 Játékvezető: Mike Dean |

| 2009. október 18. |

| Wigan Athletic | 1 – 1               | Manchester City |
| -------------- | ------------------- | --------------- |
| N'Zogbia 45+1' | (1 – 0) Jegyzőkönyv | 47' Petrov      |

| DW Stadion, Wigan Nézőszám: 20 005 Játékvezető: Alan Wiley |

| 2009. október 25. |

| Manchester City        | 2 – 2               | Fulham               |
| ---------------------- | ------------------- | -------------------- |
| Lescott 53' Petrov 60' | (0 – 0) Jegyzőkönyv | 62' Duff 68' Dempsey |

| City of Manchester Stadium, Manchester Nézőszám: 44 906 Játékvezető: Kevin Friend |

| 2009. november 1. |

| Birmingham City | 0 – 0               | Manchester City |
| --------------- | ------------------- | --------------- |
|                 | (0 – 0) Jegyzőkönyv |                 |

| St Andrew's, Birmingham Nézőszám: 21 462 Játékvezető: Mike Dean |

| 2009. november 7. |

| Manchester City                           | 3 – 3               | Burnley                                            |
| ----------------------------------------- | ------------------- | -------------------------------------------------- |
| Wright-Phillips 42' Touré 54' Bellamy 57' | (1 – 2) Jegyzőkönyv | 18' (11-esből) Alexander 31' Fletcher 86' McDonald |

| City of Manchester Stadium, Manchester Nézőszám: 47 205 Játékvezető: Stuart Attwell |

| 2009. november 21. |

| Liverpool              | 2 – 2               | Manchester City          |
| ---------------------- | ------------------- | ------------------------ |
| Škrtel 50' Benájún 77' | (0 – 0) Jegyzőkönyv | 69' Adebayor 76' Ireland |

| Anfield, Liverpool Nézőszám: 44 164 Játékvezető: Phil Dowd |

| 2009. november 28. |

| Manchester City       | 1 – 1               | Hull City              |
| --------------------- | ------------------- | ---------------------- |
| Wright-Phillips 45+1' | (1 – 0) Jegyzőkönyv | 82' (11-esből) Bullard |

| City of Manchester Stadium, Manchester Nézőszám: 46 382 Játékvezető: Lee Probert |

| 2009. december 5. |

| Manchester City        | 2 – 1               | Chelsea     |
| ---------------------- | ------------------- | ----------- |
| Adebayor 37' Tévez 56' | (1 – 1) Jegyzőkönyv | 8' Adebayor |

| City of Manchester Stadium, Manchester Nézőszám: 47 348 Játékvezető: Howard Webb |

| 2009. december 12. |

| Bolton Wanderers           | 3 – 3               | Manchester City              |
| -------------------------- | ------------------- | ---------------------------- |
| Klasnić 11' 53' Cahill 43' | (2 – 2) Jegyzőkönyv | 28' 77' Tévez 45+2' Richards |

| Reebok Stadium, Bolton Nézőszám: 22 735 Játékvezető: Mark Clattenburg |

| 2009. december 16. |

| Tottenham Hotspur            | 3 – 0               | Manchester City |
| ---------------------------- | ------------------- | --------------- |
| Kranjčar 37' 90+3' Defoe 54' | (1 – 0) Jegyzőkönyv |                 |

| White Hart Lane, London Nézőszám: 35 891 Játékvezető: Alan Wiley |

| 2009. december 19. |

| Manchester City                                    | 4 – 3               | Sunderland                         |
| -------------------------------------------------- | ------------------- | ---------------------------------- |
| Santa Cruz 4' 69' Tévez 12' (11-esből) Bellamy 35' | (3 – 2) Jegyzőkönyv | 16' Mensah 24' Henderson 62' Jones |

| City of Manchester Stadium, Manchester Nézőszám: 44 735 Játékvezető: Andre Marriner |

| 2009. december 26. |

| Manchester City        | 2 – 0               | Stoke City |
| ---------------------- | ------------------- | ---------- |
| Petrov 27' Tévez 45+3' | (2 – 0) Jegyzőkönyv |            |

| City of Manchester Stadium, Manchester Nézőszám: 47 325 Játékvezető: Lee Mason |

| 2009. december 28. |

| Wolverhampton Wanderers | 0 – 3               | Manchester City           |
| ----------------------- | ------------------- | ------------------------- |
|                         | (0 – 1) Jegyzőkönyv | 33' 86' Tévez 69' Garrido |

| Molineux Stadium, Wolverhampton Nézőszám: 28 957 Játékvezető: Mike Jones |

| 2010. január 11. |

| Manchester City                 | 4 – 1               | Blackburn Rovers |
| ------------------------------- | ------------------- | ---------------- |
| Tévez 7' 49' 90+1' Richards 39' | (2 – 0) Jegyzőkönyv | 71' Pedersen     |

| City of Manchester Stadium, Manchester Nézőszám: 40 292 Játékvezető: Chris Foy |

| 2010. január 16. |

| Everton                | 2 – 0               | Manchester City |
| ---------------------- | ------------------- | --------------- |
| Pienaar 36' Saha 45+3' | (2 – 0) Jegyzőkönyv |                 |

| Goodison Park, Liverpool Nézőszám: 37 378 Játékvezető: Andre Marriner |

| 2010. január 31. |

| Manchester City            | 2 – 0               | Portsmouth |
| -------------------------- | ------------------- | ---------- |
| Adebayor 39' Kompany 45+1' | (2 – 0) Jegyzőkönyv |            |

| City of Manchester Stadium, Manchester Nézőszám: 44 015 Játékvezető: Martin Atkinson |

| 2010. február 6. |

| Hull City                | 2 – 1               | Manchester City |
| ------------------------ | ------------------- | --------------- |
| Altidore 31' Boateng 54' | (1 – 0) Jegyzőkönyv | 59' Adebayor    |

| KC stadion, Kingston upon Hull Nézőszám: 24 999 Játékvezető: Phil Dowd |

| 2010. február 9. |

| Manchester City                   | 2 – 0               | Bolton Wanderers |
| --------------------------------- | ------------------- | ---------------- |
| Tévez 31' (11-esből) Adebayor 73' | (1 – 0) Jegyzőkönyv |                  |

| City of Manchester Stadium, Manchester Nézőszám: 42 016 Játékvezető: Mike Jones |

| 2010. február 16. |

| Stoke City | 1 – 1               | Manchester City |
| ---------- | ------------------- | --------------- |
| Whelan 72' | (0 – 0) Jegyzőkönyv | 86' Barry       |

| Britannia Stadion, Stoke-on-Trent Nézőszám: 26 778 Játékvezető: Alan Wiley |

| 2010. február 21. |

| Manchester City | 0 – 0               | Liverpool |
| --------------- | ------------------- | --------- |
|                 | (0 – 0) Jegyzőkönyv |           |

| City of Manchester Stadium, Manchester Nézőszám: 47 203 Játékvezető: Peter Walton |

| 2010. február 27. |

| Chelsea                      | 2 – 4               | Manchester City                            |
| ---------------------------- | ------------------- | ------------------------------------------ |
| Lampard 42' 90+1' (11-esből) | (1 – 1) Jegyzőkönyv | 45+1' 76' (11-esből) Tévez 51' 87' Bellamy |

| Stamford Bridge, London Nézőszám: 41 814 Játékvezető: Mike Dean |

| 2010. március 14. |

| Sunderland | 1 – 1               | Manchester City  |
| ---------- | ------------------- | ---------------- |
| Jones 9'   | (1 – 0) Jegyzőkönyv | 90+1' A. Johnson |

| Stadium of Light, Sunderland Nézőszám: 41 398 Játékvezető: Chris Foy |

| 2010. március 21. |

| Fulham                | 1 – 2               | Manchester City         |
| --------------------- | ------------------- | ----------------------- |
| Murphy 75' (11-esből) | (0 – 2) Jegyzőkönyv | 7' Santa Cruz 36' Tévez |

| Craven Cottage, London Nézőszám: 25 359 Játékvezető: Lee Probert |

| 2010. március 24. |

| Manchester City | 0 – 2               | Everton               |
| --------------- | ------------------- | --------------------- |
|                 | (0 – 1) Jegyzőkönyv | 33' Cahill 85' Arteta |

| City of Manchester Stadium, Manchester Nézőszám: 45 708 Játékvezető: Peter Walton |

| 2010. március 29. |

| Manchester City   | 3 – 0               | Wigan Athletic |
| ----------------- | ------------------- | -------------- |
| Tévez 72' 75' 84' | (0 – 0) Jegyzőkönyv |                |

| City of Manchester Stadium, Manchester Nézőszám: 43 534 Játékvezető: Stuart Attwell |

| 2010. április 3. |

| Burnley      | 1 – 6               | Manchester City                                            |
| ------------ | ------------------- | ---------------------------------------------------------- |
| Fletcher 71' | (0 – 5) Jegyzőkönyv | 4' 45' Adebayor 5' Bellamy 7' Tévez 20' Vieira 58' Kompany |

| Turf Moor, Burnley Nézőszám: 21 330 Játékvezető: Alan Wiley |

| 2010. április 11. |

| Manchester City                                      | 5 – 1               | Birmingham City |
| ---------------------------------------------------- | ------------------- | --------------- |
| Tévez 38' (11-esből) 40' Adebayor 43' 88' Onuoha 74' | (3 – 1) Jegyzőkönyv | 42' Jerome      |

| City of Manchester Stadium, Manchester Nézőszám: 45 209 Játékvezető: Phil Dowd |

| 2010. április 17. |

| Manchester City | 0 – 1               | Manchester United |
| --------------- | ------------------- | ----------------- |
|                 | (0 – 0) Jegyzőkönyv | 90+3' Scholes     |

| City of Manchester Stadium, Manchester Nézőszám: 47 019 Játékvezető: Martin Atkinson |

| 2010. április 24. |

| Arsenal | 0 – 0               | Manchester City |
| ------- | ------------------- | --------------- |
|         | (0 – 0) Jegyzőkönyv |                 |

| Emirates Stadion, London Nézőszám: 60 086 Játékvezető: Mike Dean |

| 2010. május 1. |

| Manchester City                               | 3 – 1               | Aston Villa |
| --------------------------------------------- | ------------------- | ----------- |
| Tévez 41' (11-esből) Adebayor 43' Bellamy 89' | (2 – 1) Jegyzőkönyv | 16' Carew   |

| City of Manchester Stadium, Manchester Nézőszám: 47 102 Játékvezető: Mark Clattenburg |

| 2010. május 5. |

| Manchester City | 0 – 1               | Tottenham Hotspur |
| --------------- | ------------------- | ----------------- |
|                 | (0 – 0) Jegyzőkönyv | 82' Crouch        |

| City of Manchester Stadium, Manchester Nézőszám: 47 370 Játékvezető: Steve Bennett |

| 2010. május 9. |

| West Ham United | 1 – 1               | Manchester City     |
| --------------- | ------------------- | ------------------- |
| Boa Morte 18'   | (1 – 1) Jegyzőkönyv | 21' Wright-Phillips |

| Boleyn Ground, London Nézőszám: 34 989 Játékvezető: Howard Webb |

### Tabella
| #   | Csapat                  | M  | GY | D  | V  | G+ – G– | GK  | P  | Megjegyzések                |
| --- | ----------------------- | -- | -- | -- | -- | ------- | --- | -- | --------------------------- |
| 1.  | Chelsea (B) (KGY)       | 38 | 27 | 5  | 6  | 103–32  | +71 | 86 | Bajnokok-ligája csoportkör  |
| 2.  | Manchester United 1     | 38 | 27 | 4  | 7  | 86–28   | +58 | 85 | Bajnokok-ligája csoportkör  |
| 3.  | Arsenal                 | 38 | 23 | 6  | 9  | 83–41   | +42 | 75 | Bajnokok-ligája csoportkör  |
| 4.  | Tottenham Hotspur       | 38 | 21 | 7  | 10 | 67–41   | +26 | 70 | Bajnokok-ligája rájátszás   |
| 5.  | Manchester City         | 38 | 18 | 13 | 7  | 73–45   | +28 | 67 | Európa-liga rájátszás       |
| 6.  | Aston Villa             | 38 | 17 | 13 | 8  | 52–39   | +13 | 64 | Európa-liga rájátszás       |
| 7.  | Liverpool 2             | 38 | 18 | 9  | 11 | 61–35   | +26 | 63 | Európa-liga 3. selejtezőkör |
| 8.  | Everton                 | 38 | 16 | 13 | 9  | 60–49   | +11 | 61 |                             |
| 9.  | Birmingham City         | 38 | 13 | 11 | 14 | 38–47   | −9  | 50 |                             |
| 10. | Blackburn Rovers        | 38 | 13 | 11 | 14 | 41–55   | −14 | 50 |                             |
| 11. | Stoke City              | 38 | 11 | 14 | 13 | 34–48   | −14 | 47 |                             |
| 12. | Fulham                  | 38 | 12 | 10 | 16 | 39–46   | −7  | 46 |                             |
| 13. | Sunderland              | 38 | 11 | 11 | 16 | 48–56   | −8  | 44 |                             |
| 14. | Bolton Wanderers        | 38 | 10 | 9  | 19 | 42–67   | −25 | 39 |                             |
| 15. | Wolverhampton Wanderers | 38 | 9  | 11 | 18 | 32–56   | −24 | 38 |                             |
| 16. | Wigan Athletic          | 38 | 9  | 9  | 20 | 37–79   | −42 | 36 |                             |
| 17. | West Ham United         | 38 | 8  | 11 | 19 | 47–66   | −19 | 35 |                             |
| 18. | Burnley (K)             | 38 | 8  | 6  | 24 | 42–82   | −40 | 30 | kiesők                      |
| 19. | Hull City (K)           | 38 | 6  | 12 | 20 | 34–75   | −41 | 30 | kiesők                      |
| 20. | Portsmouth 3 (K)        | 38 | 7  | 7  | 24 | 24–66   | −42 | 19 | kiesők                      |

Utolsó frissítés: 2010. május 9. 
Forrás: enwiki 
A rangsorolás alapszabályai: 1. összpontszám, 2. egymás elleni eredmények összpontszáma, 3. gólkülönbség, 4. szerzett gólok száma.
1 Ligakupa-győztes
2 Eredetileg a Portsmouth indulhatott volna az Európa-ligában az FA-kupában szerzett második helye miatt, de nem kapott UEFA licencet, így a bajnoki 7. Liverpool indulhat helyette
3 A Portsmouthtól 9 pontot levontak.
(B): Bajnokcsapat, (K): Kieső csapat, (F): Feljutó csapat, (I): Kupainduló, (R): A rájátszás győztese, (KGY): Kupagyőztes

## FA-kupa
| 2010. január 2. Harmadik kör |

| Middlesbrough | 0 – 1               | Manchester City |
| ------------- | ------------------- | --------------- |
|               | (0 – 1) Jegyzőkönyv | 45' Benjani     |

| Riverside Stadion, Middlesbrough Nézőszám: 12 474 Játékvezető: Stuart Attwell |

| 2010. január 24. Negyedik kör |

| Scunthorpe United    | 2 – 4               | Manchester City                               |
| -------------------- | ------------------- | --------------------------------------------- |
| Hayes 29' Boyata 69' | (1 – 2) Jegyzőkönyv | 3' Petrov 45' Onuoha 57' Sylvinho 84' Robinho |

| Glanford Park, Scunthorpe Nézőszám: 8861 Játékvezető: Kevin Friend |

| 2010. február 13. Ötödik kör |

| Manchester City     | 1 – 1               | Stoke City |
| ------------------- | ------------------- | ---------- |
| Wright-Phillips 11' | (1 – 0) Jegyzőkönyv | 57' Fuller |

| City of Manchester Stadium, Manchester Nézőszám: 28 019 Játékvezető: Mark Clattenburg |

| 2010. február 24. Ötödik kör, újrajátszás |

| Stoke City                          | 3 – 1 (h. u.)                     | Manchester City |
| ----------------------------------- | --------------------------------- | --------------- |
| Kitson 79' Shawcross 95' Tuncay 99' | (0 – 0, 1 – 1, 3 – 1) Jegyzőkönyv | 81' Bellamy     |

| Britannia Stadium, Stoke-on-Trent Nézőszám: 21 813 Játékvezető: Steve Bennett |

## Ligakupa
| 2009. augusztus 27. Második kör |

| Crystal Palace | 0 – 2               | Manchester City               |
| -------------- | ------------------- | ----------------------------- |
|                | (0 – 0) Jegyzőkönyv | 50' Wright-Phillips 72' Tévez |

| Selhurst Park, London Nézőszám: 14 725 Játékvezető: Darren Deadman |

| 2009. szeptember 23. Harmadik kör |

| Manchester City      | 2 – 1 (h. u.)                     | Fulham   |
| -------------------- | --------------------------------- | -------- |
| Barry 52' Touré 111' | (0 – 1, 1 – 1, 1 – 1) Jegyzőkönyv | 34' Gera |

| City of Manchester Stadium, Manchester Nézőszám: 24 507 Játékvezető: Stuart Attwell |

| 2009. október 28. Negyedik kör |

| Manchester City                                                | 5 – 1               | Scunthorpe United |
| -------------------------------------------------------------- | ------------------- | ----------------- |
| Ireland 3' Santa Cruz 37' Lescott 55' Tévez 71' M. Johnson 76' | (2 – 1) Jegyzőkönyv | 25' Forte         |

| City of Manchester Stadium, Manchester Nézőszám: 36 358 Játékvezető: Mark Oliver |

| 2009. december 2. Ötödik kör |

| Manchester City                         | 3 – 0               | Arsenal |
| --------------------------------------- | ------------------- | ------- |
| Tévez 50' Wright-Phillips 69' Weiss 89' | (0 – 0) Jegyzőkönyv |         |

| City of Manchester Stadium, Manchester Nézőszám: 46 015 Játékvezető: Chris Foy |

| 2010. január 19. Elődöntő, 1. mérkőzés |

| Manchester City          | 2 – 1               | Manchester United |
| ------------------------ | ------------------- | ----------------- |
| Tévez 42' (11-esből) 65' | (1 – 1) Jegyzőkönyv | 17' Giggs         |

| City of Manchester Stadium, Manchester Nézőszám: 46 067 Játékvezető: Mike Dean |

| 2010. január 27. Elődöntő, 2. mérkőzés |

| Manchester United                    | 3 – 1               | Manchester City |
| ------------------------------------ | ------------------- | --------------- |
| Scholes 57' Carrick 71' Rooney 90+2' | (0 – 0) Jegyzőkönyv | 76' Tévez       |

| Old Trafford, Manchester Nézőszám: 74 576 Játékvezető: Howard Webb |

## Góllövőlista
| Játékos               | Gól |
| --------------------- | --- |
| Carlos Tévez          | 29  |
| Emmanuel Adebayor     | 14  |
| Craig Bellamy         | 11  |
| Shaun Wright-Phillips | 7   |
| Martin Petrov         | 5   |
| Roque Santa Cruz      | 4   |
| Gareth Barry          | 3   |
| Stephen Ireland       | 3   |
| Micah Richards        | 3   |
| Joleon Lescott        | 2   |
| Vincent Kompany       | 2   |
| Nedum Onuoha          | 2   |
| Kolo Touré            | 2   |
| Javier Garrido        | 1   |
| Adam Johnson          | 1   |
| Michael Johnson       | 1   |
| Benjani Mwaruwari     | 1   |
| Robinho               | 1   |
| Sylvinho              | 1   |
| Patrick Vieira        | 1   |
| Vladimir Weiss        | 1   |

| Játékos               | Gól |
| --------------------- | --- |
| Carlos Tévez          | 23  |
| Emmanuel Adebayor     | 14  |
| Craig Bellamy         | 10  |
| Martin Petrov         | 4   |
| Shaun Wright-Phillips | 4   |
| Micah Richards        | 3   |
| Roque Santa Cruz      | 3   |
| Gareth Barry          | 2   |
| Stephen Ireland       | 2   |
| Vincent Kompany       | 2   |
| Javier Garrido        | 1   |
| Adam Johnson          | 1   |
| Joleon Lescott        | 1   |
| Nedum Onuoha          | 1   |
| Kolo Touré            | 1   |
| Patrick Vieira        | 1   |

| Scorer                | Goals |
| --------------------- | ----- |
| Carlos Tévez          | 6     |
| Shaun Wright-Phillips | 2     |
| Gareth Barry          | 1     |
| Stephen Ireland       | 1     |
| Michael Johnson       | 1     |
| Joleon Lescott        | 1     |
| Roque Santa Cruz      | 1     |
| Kolo Touré            | 1     |
| Vladimir Weiss        | 1     |

| Játékos               | Gól |
| --------------------- | --- |
| Craig Bellamy         | 1   |
| Benjani Mwaruwari     | 1   |
| Nedum Onuoha          | 1   |
| Martin Petrov         | 1   |
| Robinho               | 1   |
| Sylvinho              | 1   |
| Shaun Wright-Phillips | 1   |